# Prímási palota (Budapest)
A budapesti Prímási palota épület a Budai Várnegyedben, az esztergom-budapesti érsek lakhelye és az Esztergom-Budapesti főegyházmegye hivatalának központja.
Az Úri utca 62. szám alatt álló épület a 18. század végén épült copf stílusban. Zártudvaros beépítésű, egyemeletes; a középtengelyben nyíló kapu felett kőkonzolok hordta díszes vasrácsos erkély látható.
1874-ben Scitovszky János hercegprímás, esztergomi érsek vásárolta meg az épületet. Tóth Árpád sétányra néző szárnya Budapest ostromában elpusztult, helyére modern, üvegfalú épület épült.

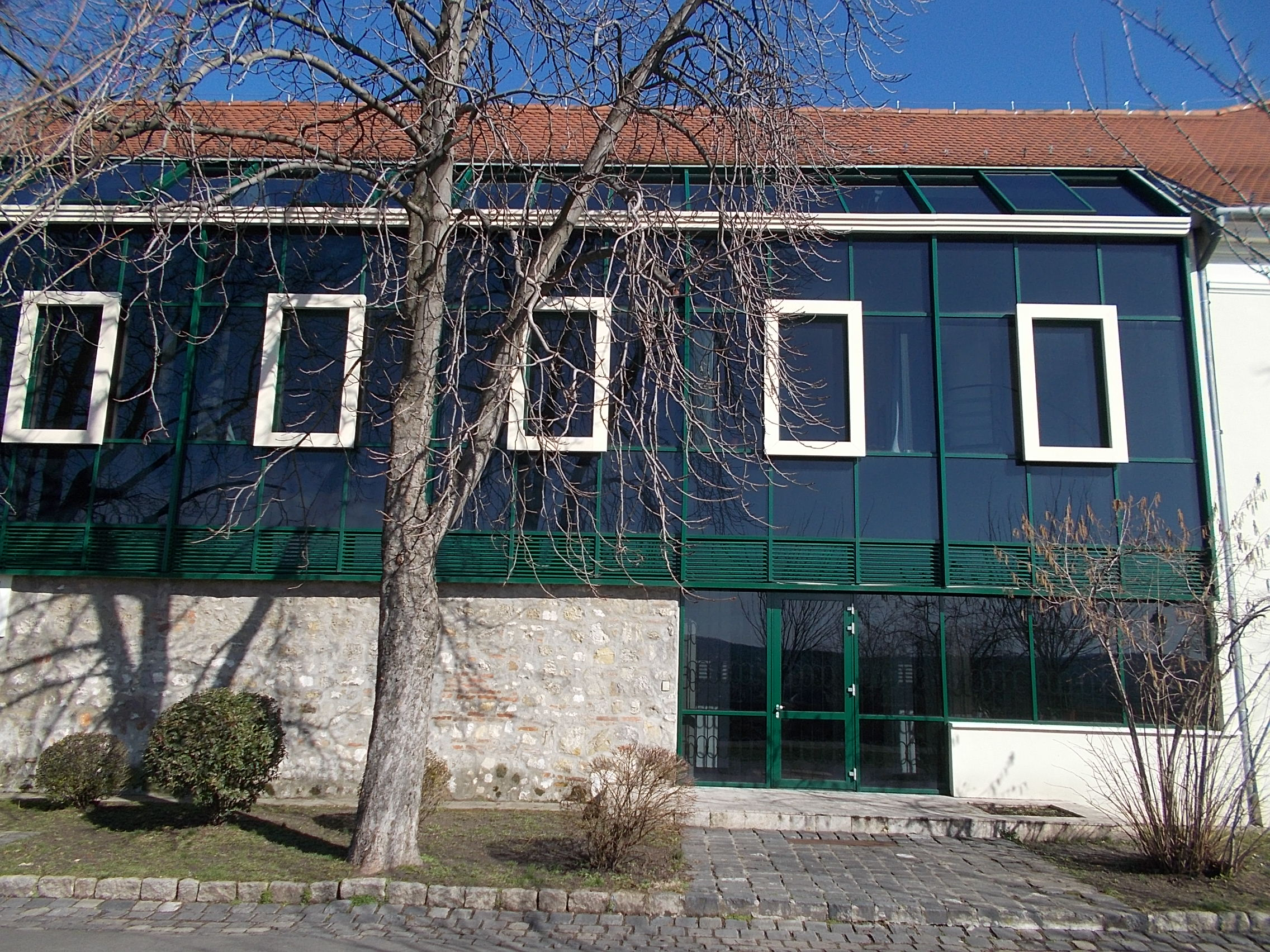
A Prímási palota modern szárnya, amely a Tóth Árpád sétányra néz